# Mary Roberts Rinehart
Mary Roberts Rinehart (Pittsburgh, Estados Unidos; 12 de agosto de 1876-Nueva York; 22 de septiembre de 1958) fue una escritora estadounidense. 

## Biografía
En 1896 obtuvo un diploma en enfermería, y ese mismo año contrajo nupcias con el médico Stanley Marshall Rinehart, con quien tuvo tres hijos. Con el fin de reembolsar deudas que el matrimonio contrajo en la bolsa, escribió cuentos para revistas de gran tiraje. El director de una de estas publicaciones, Frank Munsey, le propuso escribir series policiales. Posteriormente recogidas en volumen, The Man in Lower Ten (1906) y sobre todo La Escalera en espiral (1907) lograron un gran éxito. Este último fue llevado a la pantalla en 1915 por Edward LeSaint y tiene igualmente una versión teatral bajo el título El murciélago.
Para algunas de sus aproximadamente cuarenta novelas policíacas, Rinehart creó tres heroínas recurrentes: la curiosa señorita Cornelia Van Gorder; la enfermera y detective aficionada Hilda Adams, apodada señorita Pinkerton por los servicios del orden; y finalmente, la intrépida Leticia Tish Carberry que aparece sobre todo en colecciones de cuentos. La receta literaria de Rinehart se apega a una narración solidamente llevada, que multiplica las peripecias sin enredarse, y a una hábil dosificación entre la intriga sentimental y el cuento de misterio, añadiendo una pizca de suspenso y mucho humor. Además, las heroínas dotadas tanto de valor como de inteligencia, se enfrentan a menudo a criminales peligrosos en el marco de amplias residencias burguesas.
Mary Roberts Rinehart también escribió novelas de corte sentimental.

## Obras

### Novelas

#### SerieCornelia Van Gorder
- The Man in Lower Ten (1906)
- The Circular Staircase (1907)

#### SerieLetitia (Tish) Carberry
- The Amazing Adventures of Letitia Carberry (1911), colección de cuentos.
- Tish (1916), colección de cuentos.
- More Tish (1921), colección de cuentos.
- Tish Plays the Game (1926), colección de cuentos.
- Tish Andaduras Se (1937), colección de cuentos.

#### SeriaHilda Adams
- The Buckled Bag (1914)
- Locked Doors (1914)
- Miss Pinkerton (1932)
- Haunted Lady (1942)
- The Secreto (1950)

#### Otras novelas policíacas
- The Window at the White Cat (1910)
- Where There's ha Will (1912)
- The Cava se Thundercloud (1912)
- Mind Over Motor (1912)
- The Coloca of Jennie Brice (1913)
- The After House: una historia de amor, misterio y una yate privado (1914)
- Dangerous Days (1919)
- Salvage (1919)
- The Red Lamp, también conocida como The Mystery Lamp (1925)
- Two Flights Up (1928)
- The Door (1930)
- The Doble Alibi (1932)
- The Álbum (1933)
- The State Vs Elinor Norton (1933)
- The Wall (1938)
- The Great Mistake (1940)
- The Yellow Room (1945)
- The Curve of the Catenary (1945)
- The Episode of the Wandering Knife (1950)
- The Swimming Pool (1952)
- The Frightened Wife and Other Murder Stories (1953), colección de cuentos.

#### Novelas sentimentales y otras novelas
- When ha Man Marries (1909)
- The Street of Seven Stars (1914)
- K (1915)
- Bab, ha Sub-Deb (1917)
- Largo live the King! (1917)
- The Amazing Interlude (1918)
- APoor Wise Man (1920)
- The Truce of God (1920)
- The Breaking Punto (1922)
- The Out Trail (1923)
- Lost Ecstasy (1927)
- This Strange Adventure (1928)
- Mr. Cohen Takes A Walk (1934)
- The Doctor (1936)
- A Light in the Window (1948)

### Teatro
- Seven Days (1909), comedia de Broadway en colaboración con Avery Hopwood.
- Cheer Up (1912), comedia.
- Spanish Love (1920), comedia, en colaboración con Avery Hopwood.
- The Bat (1920), adaptación teatral de La escalera en espiral escrita en colaboración con Avery Hopwood.
- The Breaking Point (1923), comedia.

### Antologías
- Love Stories (1919)
- Affinities : and other stories (1920)
- Sight Unseen / The Confession (ómnibus) (1921)
- Temperamental People (1924)
- Nomad's Land (1926)
- The Romantics (1929)
- Mary Roberts Rinehart 's Crimen Book (1933)
- Married People (1937)
- Familiar faces; historias de gentes que conoces (1941)
- Alibi for Isabel (1944)
- The Confession / Sight Unseen (1959)

## Filmografía
- 1917 : Bab's Diary de J. Searle Dawley
- 1917 : Bab's Burglar de J. Searle Dawley
- 1917 : Bab's Matinee Idol de J. Searle Dawley

## Premios y distinciones
- Premio Edgar Allan Poe por The Frightened Wife.